# Poecilanthrax arethusa
Poecilanthrax arethusa är en tvåvingeart som först beskrevs av Osten Sacken 1886.  Poecilanthrax arethusa ingår i släktet Poecilanthrax och familjen svävflugor. Inga underarter finns listade i Catalogue of Life.